# Koninklijke Bond der Oost-Vlaamse Volkskundigen

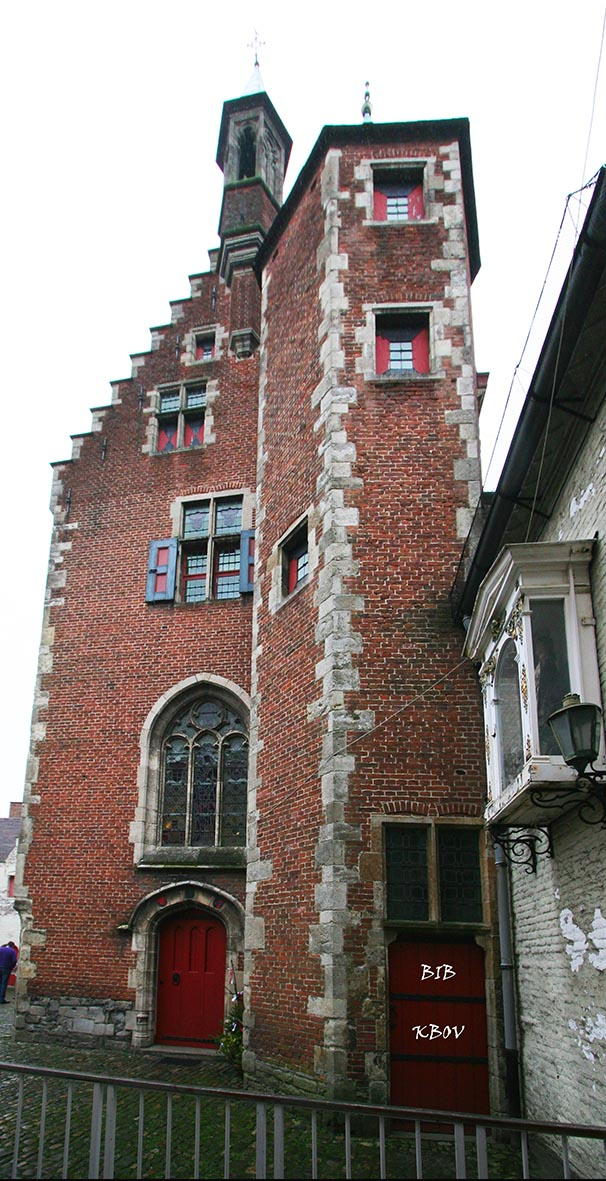
Toegang tot de KBOV bibliotheek boven de kapel

De Koninklijke Bond der Oost-Vlaamse volkskundigen (KBOV) is een in 1926 opgerichte volkskunde vereniging in Oost-Vlaanderen. De grootste verdienste van de vereniging was de oprichting van een museum dat uitgroeide tot het Gentse stadsmuseum Huis van Alijn.
De bond geeft de Alfons de Cockprijs uit, een onderscheiding voor het beste volkskundig werk.

## Geschiedenis
De vereniging werd op 2 mei 1926 onder de naam ‘Bond der Oost-Vlaamse Folkloristen’ te Gent opgericht met het doel de studie van het volksleven te bevorderen. De leiding berustte in handen van voorzitter Paul De Keyser.
Naast de uitgave van het volkskundig tijdschrift 'Oost-Vlaamse Zanten' en de oprichting van een volkskundige bibliotheek en archief in 1926, werd vanaf 16 juli 1927 onder impuls van het bestuur een volkskundig museum opgebouwd.
Bij gemeentebesluit van 27 september 1931 neemt de Stad Gent het museum over. De KBOV behoudt het beheer van haar Folkloremuseum in het Caermersklooster, gevestigd in de lokalen van het voormalig Museum voor Oudheden, Lange Steenstraat 14, Gent..
In 1962 verhuist het naar de Kraanlei waar het 'Museum voor Volkskunde' wordt uitgebouwd.
In 2000 start het derde leven van het museum onder de nieuwe naam Huis van Alijn.
In 2001 wordt onder leiding van professor Karel Velle 'Oost-Vlaamse Zanten' herdoopt tot 'Van Mensen en Dingen' dat in 2021 enkel nog digitaal zal verschijnen.